# Okulo-dento-digitale Dysplasie
Die Okulo-dento-digitale Dysplasie ist eine sehr seltene angeborene Erkrankung mit Anomalien der Augen (okulo-), Zähne (dent-) kombiniert mit Fehlbildungen an den Fingern oder Zehen (digito).
Synonyme sind: ODDD-Syndrom; ODD-Syndrom; Dysplasie, okulo-dento-ossäre; Meyer-Schwickerath-Syndrom; englisch oculodentoosseous dysplasia (ODOD)
Die Namensbezeichnung bezieht sich auf den Erstautoren der Erstbeschreibung aus dem Jahre 1957 durch den Essener Augenarzt Gerhard Meyer-Schwickerath.

## Verbreitung
Die Häufigkeit ist nicht bekannt, bislang wurde über etwa 250 Betroffene berichtet. Die Vererbung erfolgt in den meisten Fällen autosomal-dominant, seltener autosomal-rezessiv.

## Ursache
Der Erkrankung liegen Mutationen im GJA1-Gen auf Chromosom 6 Genort q22.31 zugrunde, welches für das Gap-Junction-Protein Connexin 43 (Cx43) kodiert.
Mutationen in diesem Gen finden sich auch bei der Syndaktylie Typ 3.

## Klinische Erscheinungen
Klinische Kriterien sind:
- Mikrokornea, Mikrophthalmie, Dysplasie der Iris, Hypotelorismus, Optikusatrophie
- Nasenauffälligkeiten mit langer, dünner Nase, enge Nasenlöcher
- Syndaktylie des 4. und 5. Fingers, Hypoplasie bis Aplasie von Zehen, Klinodaktylie, Kamptodaktylie
- Abnormalitäten des Zahnschmelzes, Mikrodontie, fehlen von Zähnen, früher Zahnverlust
- Gesichtsauffälligkeiten wie Epikanthus medialis, Strabismus, Glaukom, verdickte und vergrößerte Mandibula
- Hypotrichose, brüchige, spärliche Haare

Hinzu kann eine Hyperostose des Schädels und Verbreiterung der Röhrenknochen kommen, häufig auch neurologische Auffälligkeiten.

## Diagnose
Die Diagnose ergibt sich aus den klinischen Befunden, sie kann durch den Mutationsnachweis gesichert werden.